# Tricheurymerus quadristigma
Tricheurymerus quadristigma là một loài bọ cánh cứng trong họ Xén tóc.